# Charlie Mopps
Charlie Mopps o Charlie Mops è il personaggio inventato al quale è attribuita l'invenzione della birra in una canzone folk irlandese, Beer, Beer, Beer. Il nome è stato probabilmente creato per fare rima con i termini inglesi barley (orzo) e hops (luppolo), ingredienti principali della birra.
La canzone si diffuse sulle navi della Royal Navy, e quindi in diversi paesi come l'Inghilterra, l'Australia e gli Stati Uniti.
Dal 1950 sono state scritte diverse versioni di questa canzone, come quella dei Clancy Brothers e quella dei Brobdingnagian Bards.
La canzone viene cantata anche da tre ubriachi nel videogioco The Bard's Tale (2004).